# Rheinwald
Rheinwald (toponimo tedesco; in romancio Valragn) è un comune svizzero di 576 abitanti del Canton Grigioni, nella regione Viamala.

## Geografia fisica
Rheinwald è situato nell'omonima valle formata dall'alto corso Reno Posteriore, sul versante settentrionale del Passo dello Spluga.

## Storia
La zona del Rheinwald (attestata come Valle Reni nel 1273) fu colonizzata a partire dal Medioevo da comunità romance. Le frazioni dell’alta valle furono per secoli parte della signoria della famiglia De Sacco di Mesocco; successivamente passarono brevemente nella sfera di influenza dei Von Vaz, che già controllavano la parte bassa della valle, e nel 1493 tutta la zona fu ceduta ai conti Trivulzio di Milano, che erano divenuti signori del Moesano.
Nella prima metà del Seicento Rheinwald divenne un comune giurisdizionale autonomo ed entrò a far parte delle Lega Grigia; nel 1851 il comune giurisdizionale fu sostituito dal circolo del Rheinwald (distretto di Hinterrhein) che comprendeva i comuni di Hinterrhein, Medels im Rheinwald (accorpato nel 2006 a Splügen), Nufenen, Splügen e Sufers. Aboliti i circoli nel 2015, il comune di Rheinwald è stato nuovamente istituito il 1º gennaio 2019 con la fusione dei comuni soppressi di Hinterrhein, Nufenen e Splügen; la sede municipale si trova a Splügen.

## Società

### Evoluzione demografica
L'evoluzione demografica è riportata nella seguente tabella (fino al 2010 con Sufers):
Abitanti censiti

## Geografia antropica

### Frazioni
Le frazioni di Rheinwald sono:
- Hinterrhein[8]
- Nufenen[9]
- Splügen[10]
  - Medels im Rheinwald[11]
    - Döörfli
    - Dorf
    - Nühuus

## Infrastrutture e trasporti
Rheinwald dista 49 km da Roveredo, 57 km da Coira e 59 km da Bellinzona.